# New York City Center
New York City Center (cunoscut anterior ca Mecca Temple, City Center of Music and Drama și New York City Center 55th Street Theater) este un teatru în stil renascentist-maur cu o capacitate de 2.257 de locuri, situat la 131 West 55th Street între 6th și 7th Avenue din Manhattan, New York City. Se afla la un bloc mai la sud de Carnegie Hall. City Center este cunoscut mai ales ca un spațiu ce găzduiește spectacolele celor mai mari companii de dans, precum și seria de musicaluri Encores! și Fall for Dance Festival. Clădirea are o sală cu o capacitate de 2.257 de locuri, două săli mai mici, patru studiouri și un turn de birouri cu 12 etaje.

## Legături externe
- Site web oficial
- en  City Center la Internet Broadway Database
- Format:Iobdb venueInternet off-Broadway Database
- Format:Iobdb venueInternet off-Broadway Database
- Alliance for the Arts web listing Arhivat în 8 octombrie 2007, la Wayback Machine.
- Vertical Access, LLC
- Cityspire Arhivat în 8 iulie 2011, la Wayback Machine.
- Official Facebook Page